# فاکس تریر مینیاتوری
فاکس تریر مینیاتوری (به انگلیسی: Miniature Fox Terrier)، نام یکی از نژادهای سگ است که خاستگاه آن به استرالیا بازمی‌گردد. نژاد فاکس تریر مینیاتوری به‌طور میانگین ۱۲ تا ۱۸ سال عمر می‌کند. وزن جنس نر فاکس تریر مینیاتوری ۳٫۵–۵٫۵ کیلوگرم (۷٫۷–۱۲٫۱ پوند) است و وزن جنس مادهٔ آن ۳٫۵–۵٫۵ کیلوگرم (۷٫۷–۱۲٫۱ پوند). قد جنس نر فاکس تریر مینیاتوری ۹٫۵–۱۲ اینچ (۲۴–۳۰ سانتیمتر) است و قد جنس مادهٔ آن ۹٫۵–۱۲ اینچ (۲۴–۳۰ سانتیمتر). فاکس تریر مینیاتوری در هر بار زایمان ۲ تا ۵ توله می‌زاید.